# Martin Sundgren
Martin Sundgren, född 1977, är en svensk fotbollstränare som mellan 26 april och 15 maj 2013 var tillförordnad tränare för Djurgårdens IF tillsammans med Anders Johansson. 
Sundgren kom till Djurgården år 2010. Tidigare har han haft uppdrag inom IFK Lidingö FK som tränare i såväl A-laget som i diverse ungdomslag, samt arbetat som instruktör inom Svenska Fotbollsakademin. I juli 2012 blev han ny assisterande tränare i Djurgården efter att Carlos Banda lämnat klubben.
Efter en knackig säsongsinledning i Allsvenskan 2013 för Djurgården fick dåvarande tränaren Magnus Pehrsson motta hot från supportrar, och 26 april offentliggjordes Pehrssons avgång, vilket fick följden att Sundgren tillsammans med Anders Johansson fick ta över ansvaret för A-laget.
Den 15 maj 2013 offentliggjordes Per-Mathias Högmo som ny tränare för Djurgården, vilket innebar att Sundgren och Johansson förpassades tillbaka till rollerna som assisterande.